# Pierre Dame
Pierre Dame, francoski general, * 1887, † 1940.